# Liederspel
Het liederspel is een kunstvorm, die zich in de middeleeuwen ontwikkelde. Het liederspel ontstond doordat men een lied afwisselend liet zingen door verschillende gekostumeerde personen, in verband met de inhoud, die daarbij ook acteerden. Het liederspel heeft een wereldlijk karakter in tegenstelling tot het liturgisch of geestelijk spel. De oudste vorm van het middeleeuws drama is het Paasspel. De vroegste vormen hiervan zijn terug te vinden in 10e-eeuwse handschriften. Daarna ontwikkelde zich het Kerstspel. Na 1100 kwam het Passiespel op, de jongste vorm van liturgisch drama.